# Shrek Forever After
Shrek Forever After (trước đó được biết đến với tên Shrek: The Final Chapter) là một phim điện ảnh hoạt hình máy tính hài hước năm 2010 của Mỹ, được hãng DreamWorks Animation sản xuất dưới định dạng 3D. Đây là phần phim thứ tư của thương hiệu điện ảnh Shrek và là phần tiếp theo của Shrek the Third (2007). Shrek Forever After do Mike Mitchell giữ vai trò đạo diễn và Josh Klausner cùng Darren Lemke thực hiện phần kịch bản, với sự tham gia của Mike Myers, Eddie Murphy, Cameron Diaz, Antonio Banderas, Julie Andrews và John Cleese trở lại lồng tiếng cho các nhân vật từ các phần phim trước, và Walt Dohrn lồng tiếng cho nhân vật mới, Rumpelstiltskin. Nội dung phần phim xoay quanh việc Shrek phải đối mặt với việc trở thành một người đàn ông của gia đình và mất đi sự riêng tư, và sau đó bị Rumpelstiltskin lừa ký vào một bản hợp đồng có thể gây ra nhiều hậu quả khôn lường.
Shrek Forever After được ra mắt tại Liên hoan phim Tribeca vào ngày 21 tháng 10 năm 2010. Phim được hãng Paramount Pictures chính thức công chiếu tại Mỹ vào ngày 21 tháng 5 năm 2010 dưới định dạng 3D và IMAX 3D. Phim dẫn đầu doanh thu phòng vé tuần trong ba tuần liên tiếp tại thị trường Mỹ và Canada, thu về 752 triệu USD và trở thành phim điện ảnh có doanh thu cao thứ 5 năm 2010. Ngoài ra, Shrek Forever After còn là phim có doanh thu ngoại địa cao thứ hai của hãng DreamWorks Animation.

## Cốt truyện
Trong một cảnh hồi tưởng, Vua Harold và Nữ hoàng Lillian chuẩn bị giao vương quốc Far Far Away cho Rumpelstiltskin để đổi lấy việc dỡ bỏ lời nguyền cho con gái họ, Công chúa Fiona – bị nguyền rủa biến thành yêu tinh hàng đêm và bị nhốt trong tháp cho đến khi được giải cứu bởi "tình yêu đích thực" của cô ấy. Trước khi ký, có tin tức rằng cô ấy đã được cứu, [b] và họ hủy bỏ thỏa thuận. Ở hiện tại, Rumpel đã trở thành một kẻ bị ruồng bỏ và ước rằng người cứu Fiona, Shrek, chưa bao giờ được sinh ra.
Trong khi đó, Shrek ngày càng mệt mỏi với việc trở thành một người đàn ông của gia đình và người nổi tiếng, khao khát những ngày mà anh ta sợ hãi và có quyền riêng tư. Trong khi tổ chức sinh nhật đầu tiên cho con mình ở Far Far Away, một loạt rủi ro leo thang khiến Shrek tức giận, khiến anh ta nổi cơn thịnh nộ và tấn công Fiona. Chứng kiến sự bùng nổ, Rumpel đi theo Shrek vào rừng và dựng cảnh gặp nạn, khiến Shrek phải giúp đỡ. Được mời vào trong cỗ xe của Rumpel, Shrek than thở rằng anh ta không còn là "yêu tinh thực sự" nữa. Rumpel đề nghị anh ta một thỏa thuận để nhận được một ngày làm "yêu tinh thực sự" để đổi lấy một ngày từ thời thơ ấu của anh ta. Shrek ký một hợp đồng hoàn thành mong muốn này, và bị cuốn vào một thực tại thay thế.
Bây giờ bị dân làng sợ hãi, Shrek gây ra một số trò nghịch ngợm vui vẻ, cho đến khi anh ta phát hiện ra rằng Fiona là một kẻ chạy trốn và đầm lầy của anh ta bị bỏ hoang và hoang vắng. Bị phù thủy bắt giữ, Shrek được đưa đến gặp Rumpel, người hiện là vua của Far Far Away. Rumpel tiết lộ với Shrek rằng anh ta lấy ngày sinh của mình, nghĩa là Shrek chưa bao giờ tồn tại trong dòng thời gian đã thay đổi này. Do đó, Harold và Lillian buộc phải giao vương quốc cho Rumpel, khiến họ biến mất. Khi ngày kết thúc, Shrek sẽ không còn tồn tại.
Shrek trốn thoát khỏi lâu đài của Rumpel cùng với Donkey, người ban đầu rất sợ hãi Shrek nhưng đã kết bạn với anh ta sau khi thấy anh ta khóc vì lịch sử bị xóa của mình. Donkey giúp Shrek tìm một điều khoản thoát ẩn; hợp đồng có thể bị vô hiệu bởi "nụ hôn của tình yêu đích thực". Cặp đôi nhanh chóng chạm trán với Fiona vẫn còn bị nguyền rủa dẫn đầu một đội quân yêu tinh trong cuộc kháng chiến chống lại Rumpel, và chú mèo đi ủng lười biếng và thừa cân được nuôi làm thú cưng của Fiona. Shrek cố gắng tán tỉnh Fiona không thành công, người đã mất hy vọng tìm thấy tình yêu đích thực sau khi không được giải cứu, và quá bận chuẩn bị phục kích Rumpel. Puss khuyến khích Shrek tiếp tục theo đuổi Fiona.
Trong cuộc phục kích, hầu hết các yêu tinh đều bị bắt bởi Pied Piper, người được Rumpel thuê, nhưng Shrek và Fiona trốn thoát cùng Puss và Donkey. Shrek khăng khăng yêu cầu Fiona hôn anh ta, đảm bảo với cô ấy rằng điều đó sẽ sửa chữa mọi thứ; cô miễn cưỡng bắt buộc, nhưng trước sự ngạc nhiên của Shrek, không có gì xảy ra. Fiona cho rằng "nụ hôn của tình yêu đích thực" chẳng qua là một câu chuyện cổ tích và Donkey cho rằng Shrek đã hôn nhầm cô, sau đó Shrek nói rằng Fiona không yêu anh ta. Sau đó, Rumpel công khai đưa ra một điều ước cho bất kỳ ai mang Shrek đến cho anh ta, và sau khi nghe điều này, Shrek đã tự ra đầu thú. Rumpel buộc phải thực hiện điều ước của Shrek, và anh ta sử dụng nó để giải thoát những yêu tinh khác. Khi Shrek bị nhốt, Rumpel tiết lộ rằng Fiona đã bị bắt và không được thả, vì cô ấy không phải là "tất cả yêu tinh". Lừa, Mèo và yêu tinh được giải thoát xông vào lâu đài; họ bắt được Rumpel và đánh bại đội quân phù thủy của hắn, trong khi Shrek và Fiona hạ gục Dragon.
Khi mặt trời mọc, Shrek bắt đầu biến mất khỏi sự tồn tại, nhưng Fiona, đã yêu anh, hôn anh ngay trước khi anh biến mất. Thấy rằng cô ấy vẫn là một yêu tinh dưới ánh sáng mặt trời, Fiona nhận ra rằng lời nguyền của cô ấy đã bị phá vỡ và cô ấy đã mang "hình dạng thật của tình yêu". Thực tế thay thế tan rã, mang theo Rumpelkheokin trong khi mọi người biến mất, và Shrek thấy mình được đưa trở lại dòng thời gian ban đầu vào thời điểm trước khi anh ta mất bình tĩnh trong bữa tiệc. Thay vì đả kích, Shrek ôm lấy gia đình và bạn bè của mình với sự đánh giá cao mới dành cho họ.

## Lồng tiếng
- Mike Myers - Shrek
- Eddie Murphy - Lừa Donkey
- Cameron Diaz - Công chúa Fiona
- Antonio Banderas - Mèo đi hia Puss
- Walt Dohrn - Rumpelstiltskin
- Conrad Vernon - Bánh Gingry
- Aron Warner - Sói Lớn Xấu Xa
- Christopher Knights - Ba con chuột mù
- Cody Cameron - Ba chú heo con
- Jon Hamm - Chằn tinh Brogan
- Craig Robinson - Chằn tinh Cookie
- Jane Lynch - Chằn tinh Gretchen
- Julie Andrews - Hoàng hậu Lillian
- John Cleese - Đức vua Harold
- Chris Miller - Gương thần, Geppetto
- Kristen Schaal - Phù thủy trong hoàng cung
- Mary Kay Place - Phù thủy bảo vệ
- Meredith Vieira - Phù thủy cưỡi chổi
- Kathy Griffin - Taran
- Lake Bell - Phù thủy tuần tra
- Jeremy Steig - Người thổi sáo
- Larry King / Jonathan Ross - Chị kế xấu xí Doris
- Regis Philbin - Chị kế xấu xí Mabel
- Mike Mitchell - Butterpants
- Ryan Seacrest - Bố của Butterpants

## Ngoại truyện
Mèo đi hia là phim điện ảnh hoạt hình máy tính được công chiếu vào ngày 28 tháng 10 năm 2011. Bộ phim được dựa theo nhân vật Mèo đi hia và tập trung vào cuộc phiêu lưu của cậu cùng với Kitty Softpaws và Humpty Dumpty trước khi gặp Shrek trong Shrek 2.